# Portunus depressifrons
Portunus depressifrons är en kräftdjursart som först beskrevs av William Stimpson 1859.  Portunus depressifrons ingår i släktet Portunus och familjen simkrabbor. Inga underarter finns listade i Catalogue of Life.